# 柳文扬
柳文揚（1970年7月5日—2007年7月1日）是當代中國大陸科幻類小說作家和散文家。處女作《黛茜救我》刊登于《科幻世界》1993年十二月刊，此後便長期成為該雜誌的供稿人。自2000年成為《科幻世界》旗下雜誌《驚奇檔案》主筆。
從1993年到2006年，柳文揚創作了諸如《一日囚》、《外祖父悖論》等短篇小說和《解咒人》等長篇小說。他的作品中，尤以刊登于《科幻世界》1999年七月刊的《假如記憶可以移植》最為出名。
2007年7月1日，柳文揚因罹患腦癌去世。

## 作品
- 《解咒人》（長篇小說）：2001年7月，海洋出版社出版；2010年5月，遼寧少年兒童出版社再版。
- 《神奇螞蟻》（長篇小說）：2000年5月，新蕾出版社出版。
- 《藍色鐵騎》（長篇小說）：2005年1月，新世界出版社出版。
- 《我知道你明天幹了什麽》（隨筆集）：2007年10月，上海科技教育出版社出版。

## 獎項
- 《黛茜救我》 1993年度第五屆中國科幻小說獎 三等獎
- 《聖誕禮物》 1994年度第六屆中國科幻小說獎 二等獎
- 《毒蛇》 1997年度第七屆中國科幻小說獎 三等獎
- 《一線天》 2000年度第十二屆中國科幻小說獎 三等獎
- 《是誰長眠在此》 2001年度中國科幻銀河獎 讀者提名獎
- 《一日囚》 2002年度中國科幻銀河獎 讀者提名獎
- 《廢樓13層》 2006年度中國科幻銀河獎 讀者提名獎

## 外部連結
- 貓骨匣：柳文揚個人網站
- 科幻網柳文揚紀念專題